# Xã Dodge, Quận Boone, Iowa
Xã Dodge (tiếng Anh: Dodge Township) là một xã thuộc quận Boone, tiểu bang Iowa, Hoa Kỳ. Năm 2010, dân số của xã này là 536 người.